# Rózsás akác
A rózsás akác (Robinia hispida) a hüvelyesek (Fabales) rendjébe, ezen belül a pillangósvirágúak (Fabaceae) családjába tartozó faj.

## Előfordulása
A rózsás akác eredeti előfordulási területe az Amerikai Egyesült Államok délkeleti része. Manapság Észak-Amerika más tájaira, valamint a világ egyéb részeire is betelepítették dísznövényként. Azonban a rokonához, azaz a fehér akáchoz (Robinia pseudoacacia) hasonlóan a rózsás akác is megtelepedett eme új helyek vadonjaiban, és új állományokat hozott létre.

## Változatai, hibridjei
Öt változata van számon tartva:
- Robinia hispida var. fertilis (Ashe) R.T.Clausen (1940) - Észak-Karolina, Tennessee
- Robinia hispida var. hispida autonym - eredetileg a Dél-Appalache-hegység endemikus növénye volt, de mára kiszabadulva a fogságból, ellepte Észak-Amerika keleti felének nagy részét
- Robinia hispida var. kelseyi (Cowell ex Hurch.) Isely (1940) - Észak-Karolina, egyesek mesterséges változatnak tekintik
- Robinia hispida var. nana (Elliott) DC. (1825) - Dél-Karolina
- Robinia hispida var. rosea Pursh (1813) - Észak-Karolina, Tennessee, Dél-Karolina, Georgia, Alabama
- Robinia × longiloba Ashe (1918) = Robinia hispida L. × Robinia viscosa Vent.
- Robinia × margarettae Ashe (1922) = Robinia hispida L. × Robinia pseudoacacia L.

## Megjelenése
Ez a lombhullató cserje vagy kis fa, körülbelül 3 méter magasra nő meg. Ágait és szárait kis tüskék vagy szőrök boríthatják. Szárnyas levelei akár 13 levélkéből is állhatnak. A fürtökben csüngő virágzatát, általában 5 darab rózsaszínű és lila virágok alkotják. A termése, lapított hüvelytermés.

## Felhasználása
A cserokik a gyökerét fogfájás csillapítására használták fel. A szarvasmarháiknak is adták orvosságul. A faanyagát kerítés, íj és fúvócső készítéséhez, valamint házépítéshez használták. Manapság elsősorban dísznövényként tartott.

## Képek

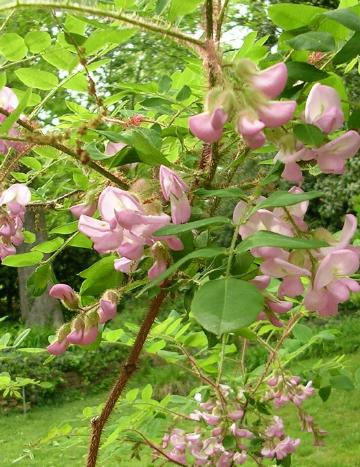
A növény
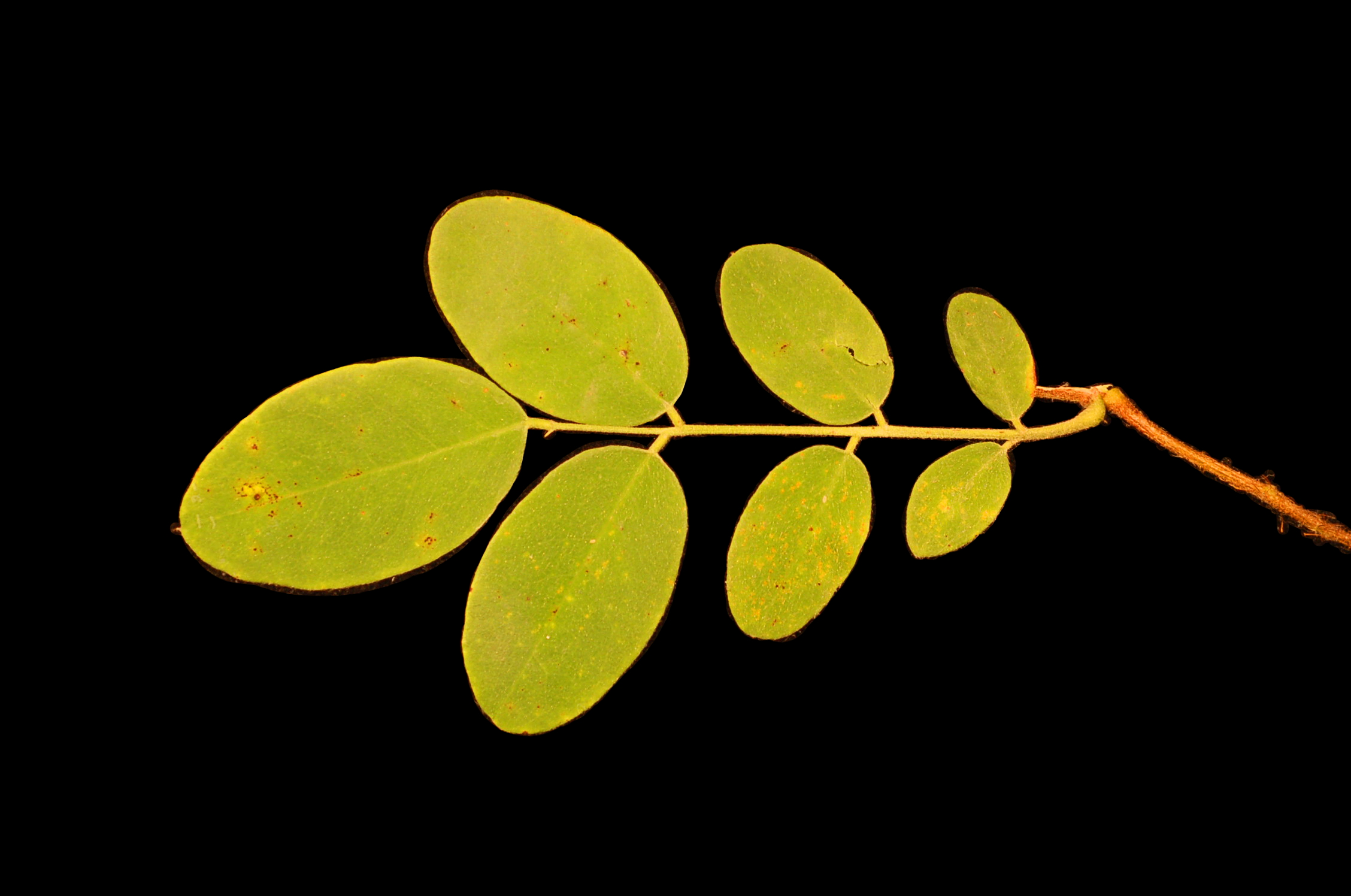
A levelei
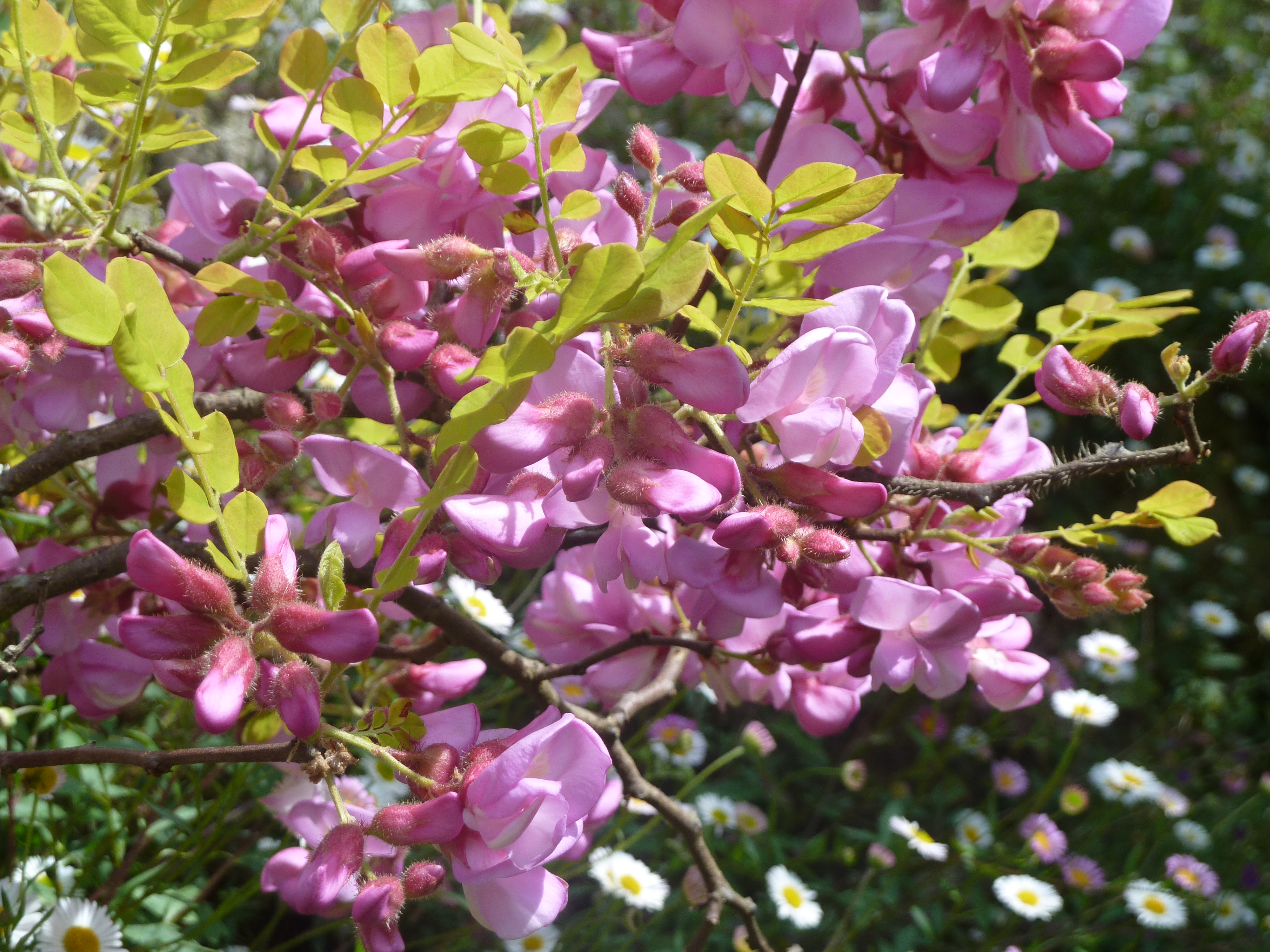
Kivirágozva
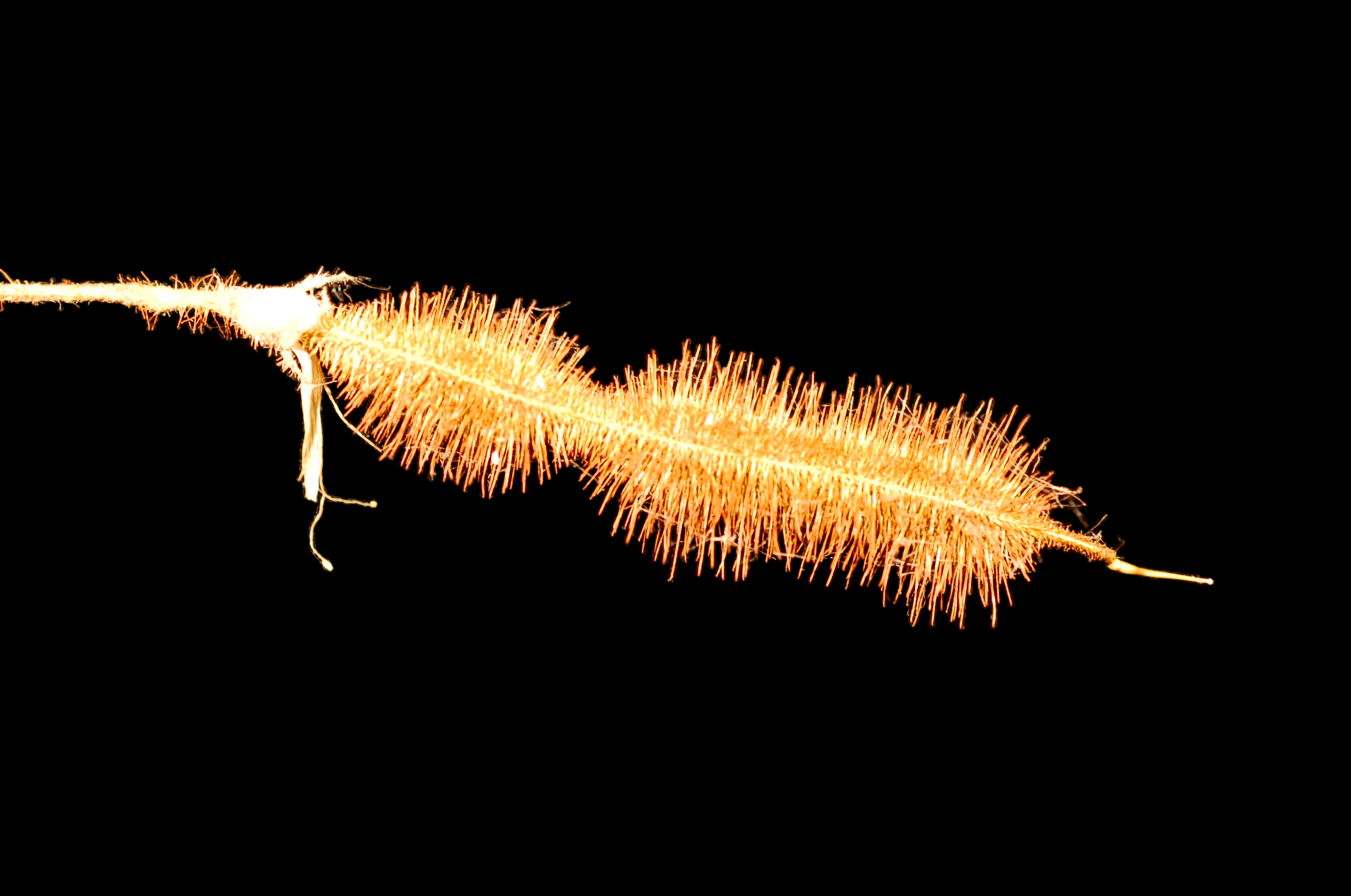
Hüvelytermése
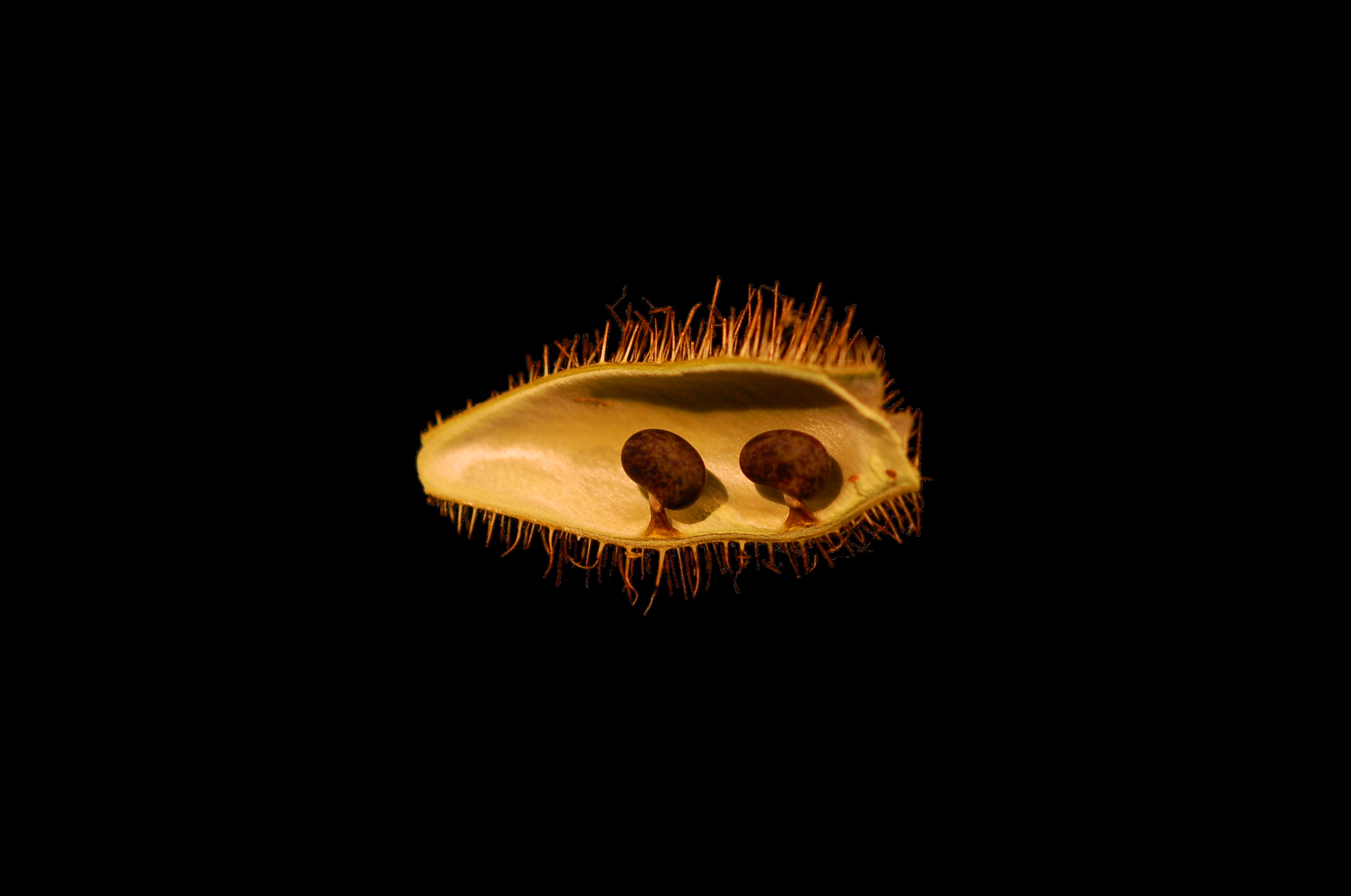
Magvai

## Fordítás
- Ez a szócikk részben vagy egészben  a   Robinia hispida című angol Wikipédia-szócikk ezen változatának fordításán alapul.  Az eredeti cikk szerkesztőit annak laptörténete sorolja fel. Ez a jelzés csupán a megfogalmazás eredetét és a szerzői jogokat jelzi, nem szolgál a cikkben szereplő információk forrásmegjelöléseként.